# Herz-Jesu-Kirche (Linz)

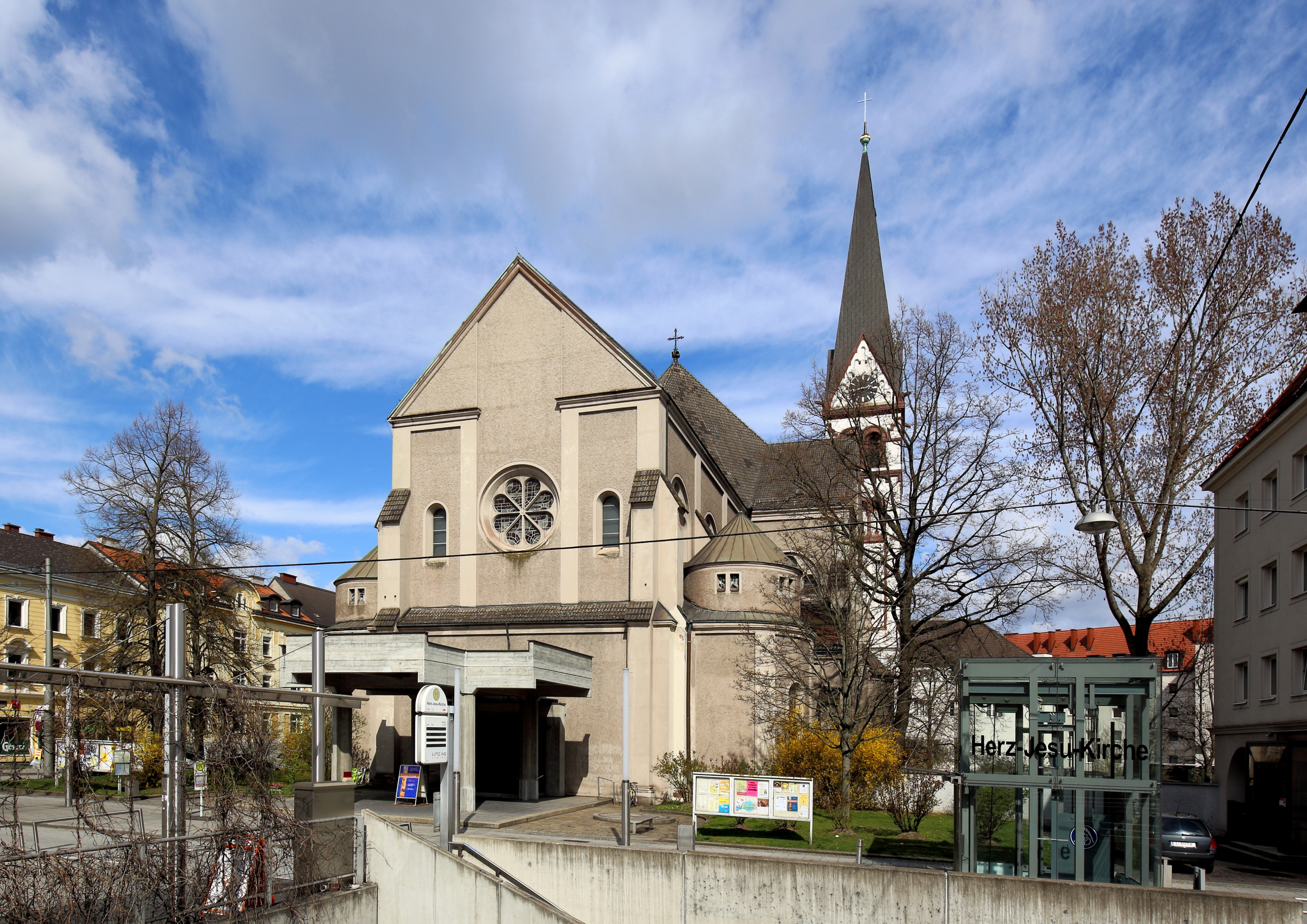
Herz-Jesu-Kirche

Die Pfarrkirche Linz-Heiligstes Herz Jesu steht im Linzer Stadtteil Lustenau in Oberösterreich. Die römisch-katholische Pfarrkirche Heiligstes Herz Jesu gehört zum Dekanat Linz-Süd in der Diözese Linz.

## Geschichte
Die Kirche wurde von 1899 bis 1903 nach Plänen von Raimund Jeblinger erbaut. 1967 bis 1969 erfolgte die Renovierung, Umgestaltung sowie die Errichtung des Portalvorbaus nach Plänen von Edgar Telesko.
Die ursprüngliche Malerei im Innenraum wurden durch den Umbau 1967/69 zerstört. Die Glasfenster stammen von Rudolf Kolbitsch, Altar und Tabernakel von Fritz Hartlauer, das Kruzifix von Leopold Raffetseder 1968. Der Marienaltar in der Marienkapelle stammt von Ludwig Linzinger, der Großteil der Figuren ebenfalls von Linzinger aus der Erbauungszeit der Kirche. Die Orgel wurde von der Firma Orgelbau Pirchner 1975 erbaut mit 26 klingenden Registern und reinmechanischer Traktur.
Der angebaute Pfarrhof wurde von Raimund Jeblinger erbaut, nach Kriegszerstörung 1945 von Hans Feichtlbauer wieder aufgebaut.